# Alappuzha

Alappuzhas läge i Kerala.

Alapuzzha (äldre namn Alleppey) är en stad i den indiska delstaten Kerala och är centralort i ett distrikt med samma namn. Den är belägen vid kusten mot Arabiska havet och hade 174 176 invånare vid folkräkningen 2011, med förorter 240 991 invånare. Alappuzha var en gång den främsta hamnstaden i Travancoreriket.